# André Fauteux
Pour les articles homonymes, voir Fauteux.
André Fauteux, né en 1946 à Dunnville en Ontario, est un sculpteur canadien.

## Biographie
André Fauteux naît en 1946 à Dunnville en Ontario. Il commence à travailler le métal au début des années 1970. Ses premières œuvres sont composées de quelques éléments géométriques simples (triangles, rectangles et cercles), strictement disposés selon des axes verticaux et horizontaux. Puis, au milieu des années 1970, ses formes deviennent plus complexes et ses axes moins rigides et plus flexibles, avec des points de vue changeants et variés. Il est principalement influencé par le sculpteur Anthony Caro et le peintre Kenneth Noland.